# Köksetau
Köksetau (kazak nyelven: Көкшетау, Kökşetau; [kɵkʂʲetɑw], oroszul: Кокшета́у) város Észak-Kazahsztánban, az Akmolai terület fővárosa, amely a Kopa-tó mentén húzódik. A város Kazak-hátság (Szariarka) északi alrendszerén, az Isim-síkság déli peremén fekszik. Nevét a Köksetau-hegyről kapta. Korábban a Köksetau régió közigazgatási központja volt, amelyet 1997-ben szüntették meg. Ugyancsak a kazahsztáni és dél-szibériai vasutak találkozásánál található. 
Köksetau körülbelül 234 m tengerszint feletti magasságban fekszik. Lakosainak száma a 2022-es népszámlálás adatai szerint 150 649 fő. 
A város történelmét számos nemzet és vallás emberei befolyásolták. Köksetau soknemzetiségű lakosságú, ebből 59%-a kazak, 28%-a orosz, a többi ukrán, tatár és német nemzetiségű. A nagyjából 165 153 lakost számláló Köksetau városi közigazgatás (területe 425 km2.
A várost 1824-ben katonai erődítményként alapították, míg városi rangot 1895-ben kapott. A Köksetau régió központja volt, amelyet 1997-ben megszüntettek. 
Köksetau az Akmola régió fontos gazdasági, oktatási és kulturális központja. Környékének látnivalói közé tartozik az Akmola Regionális Történeti és Helytörténeti Múzeum, a Bukpa-hegy, a Köksetau Városi Park, a Köksetau Várostörténeti Múzeum, valamint az Irodalmi és Művészeti Múzeum. A Burabaj Nemzeti Park (kazak: Burabai ūlttyq parkı) és Burabaj fürdőváros északnyugati bejárata valamivel több, mint 70 km-re található Köksetautól. Köksetau 2021-ben elnyerte a Kazahsztán Kulturális Városa címet.

## Nevének eredete
A Köksetau név (kazak: Көкшетау; ejtsd: [køkɕetɑw]) kazak szó, jelentése: füstöskék hegy, kökse / "көкше", jelentése 'kékes' és tau / "тау", jelentése 'hegy'. Az Akmola régió legmagasabb hegyének neveː Kökse (947 m), amely a várostól 95 km-re található.
A Szovjetunió összeomlása után Kazahsztán 1991. december 16-án (Kazahsztán függetlenségének napja), 1993. október 7-én pedig a Kazah Köztársaság Legfelsőbb Tanácsa Elnöksége határozatával Kokcsetav városát (orosz nyelven) nyilvánította ki függetlenségének. : Кокчета́в, átnevezték a kazak Köksetaura a kormány kampányának részeként, hogy kazak neveket alkalmazzanak a városokra. Oroszul Kokcsetau néven vált ismertté.

## Története

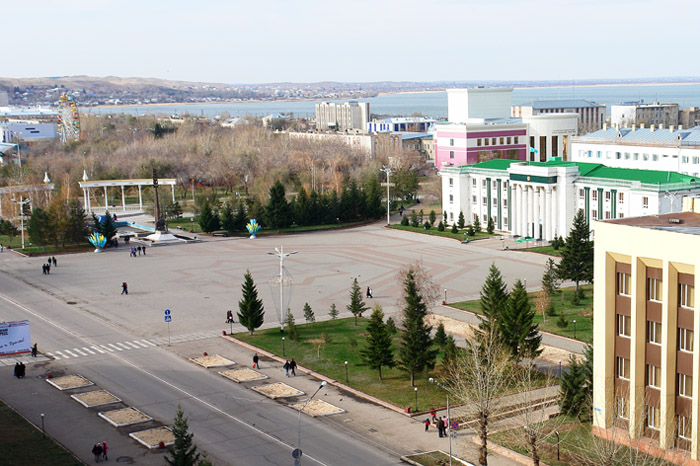
Köksetau látképe

Köksetau gazdag évszázados múlttal rendelkezik, amely magában foglalta Kazahsztán történelmének minden fő szakaszát és fordulópontját. A mai Köksetau területén számos kultúra és birodalom felemelkedése és bukása volt tapasztalható. Sok évszázadon át nomád kazak törzsek éltek az egykori Köksetau régió területén. Köksetau területe egykor a Közép-Horda része, az argynok törzsszövetségének klánjai birtokolták, akik Észak- és Közép-Kazahsztán hatalmas régióit foglalták el. A 18-19. században több híres kánnak; mint Abylai Khan, Kasym Khan, Kenesary Khan főhadiszállása is a Köksetau régió földjén volt.
Köksetau-t Oroszország dél felé való terjeszkedésének kezdetén, 1824. április 29-én adminisztratív előőrsként alapították a Köksetau-hegy déli oldalának lábánál, az Ulken Sabakty-tó partján. A Középső Horda védelmi szerződéseket írt alá Oroszországgal. A helyi lakosság határozottan ellenezte, hogy az új település a kiválasztott helyre kerüljön. 1827 nyarán a kerületi rendet áthelyezték az új helyre, ahol jelenleg Köksetau városa található. A települést Kokchetavnak kezdték hívni. A település építése a Kopa-tó déli partján, a Bukpa-hegy lábánál kezdődött.
A 19. század közepére a település lakossága jelentősen megnövekedett az oroszországi (Povolzhye) és Ukrajnából érkezett parasztok vándorlása miatt, akiket az éhezés és a szegénység késztetett arra, hogy a sztyeppére költözzenek. 
1868-ban, az Akmolinszki megye megalakulásakor Köksetau járási település lett ebben a régióban, amely a mezőgazdasági és állattenyésztés központjaként, valamint üdülőhelyként fejlődött tovább. 1876-ban a település elvesztette katonai jelentőségét. A vonalat és az erődöt megszüntették. 1895-ben Köksetau városi rangot kapott. Ekkorra lakossága meghaladta az 5 ezer főt.
1928-ban Köksetau körzetet több városrészre osztották, és 1944-ig Köksetau területe a Karaganda régió, majd később az Észak-Kazahsztán régió része volt. 1944. március 16-án a Kazah Szovjetunió Legfelsőbb Tanácsa Elnökségének rendelete értelmében Köksetau lett az újonnan létrehozott Kokcsetav oblaszty közigazgatási központja. Köksetau viszonylag gyors növekedése és fejlődése a szűzföldek fejlődésének éveiben ment végbe, különösen az 1950-es évek második felében. 1997 tavaszán Köksetau megyét megszüntették, a várost megfosztották a regionális központ státuszától. 1999. április 8-án, miután Akmola és Észak-Kazahsztán régióit átszervezték, Köksetau lett Akmola régió központja.

## Galéria

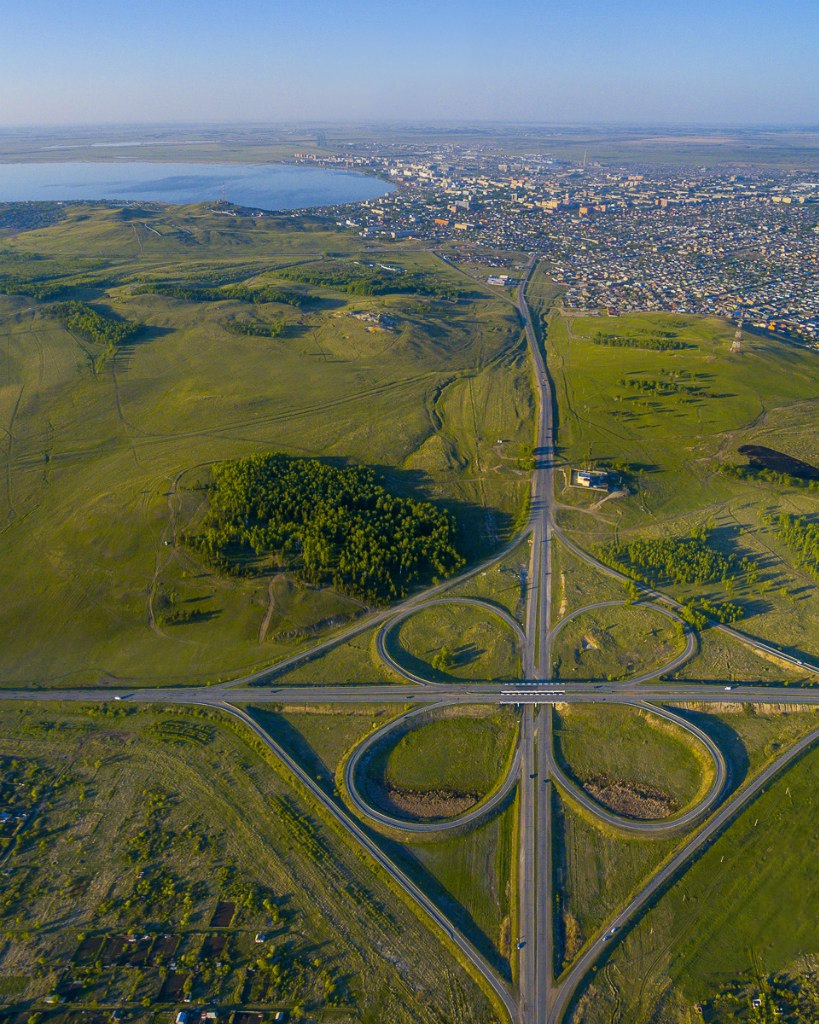

## Nevezetességek
- Akmola Regionális Történeti és Helytörténeti Múzeum
- Bukpa-hegy
- Köksetau Városi Park
- Köksetau Várostörténeti Múzeum
- Irodalmi és Művészeti Múzeum
- Burabaj Nemzeti Park (kazah: Burabai memlekettık ūlttyq tabiği parkı), 70 km-re található Köksetautól.